# Век XX и мир
Век XX и мир — общественно-политический бюллетень. Печатный орган Советского комитета защиты мира. Издавался на русском, английском, французском, испанском и немецком языках.
Главные редакторы: Пётр Решетов (с 1967г.), Анатолий Беляев (с 1981 г. по 1990 г.), Глеб Павловский (c 1990 г., до этого — заместитель).
Бюллетень публиковал, главным образом, аналитические и публицистические материалы, претендовавшие на интеллектуальную независимость от господствовавших в общественном сознании идеологий — как «перестроечной», так и консервативно-реставрационной. Постоянными авторами бюллетеня и членами редакционного совета были видные учёные-гуманитарии и бывшие диссиденты: Галина Старовойтова, Юрий Карякин, Юрий Яковлев, Лен Карпинский, Михаил Гефтер, Симон Кордонский, Юрий Буртин, Дмитрий Фурман, Вячеслав Игрунов.